# カーター・ブラクストン

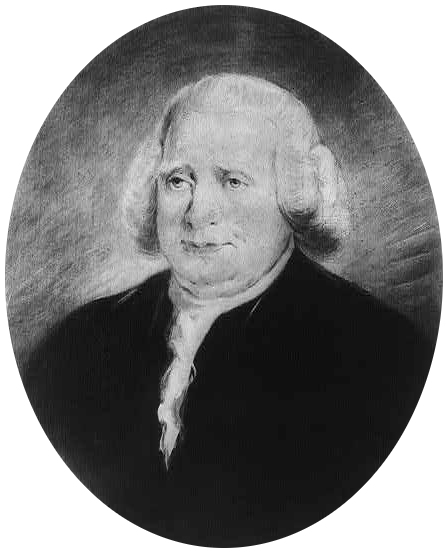
カーター・ブラクストンと考えられる肖像画

カーター・ブラクストン（英:Carter Braxton、1736年9月16日-1797年10月10日）は、アメリカ合衆国バージニアの代表としてアメリカ独立宣言に署名した政治家である。
ブラクストンはバージニアのキング・アンド・クィーン郡にあるニューイントン・プランテーションで生まれ、ウィリアム・アンド・メアリー大学で学んだ。19歳の時にジュディス・ロビンソンという富裕な遺産相続人と結婚したが、2年後に2人の娘を残してジュディスが死にその後2年間はイングランドに旅した。（ジュディスの従兄弟違いのうち2人はロイヤリストのクリストファー・ロビンソンとビバリー・ロビンソンであった。）ブラクストンは1760年に植民地に戻り、エリザベス・コービンと再婚した。エリザベスとの間には16人の子供が生まれた。その後バージニア植民地議会のキング・ウィリアム郡選出議員となった（1761年-1771年および1775年-1776年）。1774年にはバージニアの愛国者が作る安全委員会に参加し、バージニア会議では郡の代表となった。ペイトン・ランドルフが1775年に死ぬと、その代わりに大陸会議代表に指名された。大陸会議には1776年2月から8月まで務め、この期間に発せられたアメリカ独立宣言に署名した。バージニアが代議員の数を5名に絞ったので代表を外れた。その後は植民地議会に戻り、邦の執行委員会に務めた。
ブラクストンはアメリカ独立戦争にその資産をかなりの額で投資した。独立推進派に金を貸し付け、造船や私掠船の資金を作った。イギリスはブラクストンの投資した船を破壊したし、彼のプランテーションの幾つかも戦争中に破壊された。1786年には不動産を売却せざるを得ず、リッチモンドの小さな住居（テラスハウス）に移った。ブラクストンは1797年10月10日にチェリコーク・プランテーションで死に、隣接する家族墓地に埋葬された。チェリコークとエルシング・グリーンはブラクストンが住んだプランテーションである。チェリコークは今でもブラクストン家の所有であり、エルシング・グリーンは国定歴史的建造物に指定され、観光に供されている。
ブラクストンの曾孫エリオット・M・ブラクストンは第42会期のアメリカ合衆国議会に選出された。もう一人の曾孫ジョン・W・スティーブンソンはケンタッキー州知事であり、ケンタッキー州選出のアメリカ合衆国上院議員を務めた。
1836年に創られたウエストバージニア州ブラクストン郡は彼に因んで名付けられた。